# Лесе (муніципалітет)
Лесе (дан. Læsø) — муніципалітет у регіоні Північна Ютландія королівства Данія. Площа — 118.9 квадратних кілометрів. Адміністративний центр муніципалітету — місто Бюрум.

## Населення
У 2012 році населення муніципалітету становило 1897 осіб.